# West Kittanning
West Kittanning è una borough degli Stati Uniti d'America, nella contea di Armstrong nello Stato della Pennsylvania. Secondo il censimento del 2000 la popolazione è di 1.199 abitanti.

## Società

### Evoluzione demografica
La composizione etnica vede una prevalenza della razza bianca (98,92%), seguita quella asiatica (0,08%), dati del 2000.
| borough di West Kittanning Popolazione |       |
| 2000                                   | 1.199 |
| Stima al 01-07-07                      | 1.146 |